# Walentin Iwanowitsch Akkuratow
Walentin Iwanowitsch Akkuratow (russisch Валентин Иванович Аккуратов; wissenschaftliche Transliteration Valentin Ivanovič Akkuratov, * 1. Mai 1909 in Wladimir; † 15. Januar 1993) war ein sowjetisch-russischer Flugzeug-Navigator, Polarforscher und Schriftsteller.

## Leben
Akkuratow studierte ab 1930 am Leningrader Verkehr-und-Transport-Institut mit Abschluss 1934. Darauf wurde er als Eisaufklärungsnavigator der Hydrographie-Verwaltung der Hauptverwaltung Nördlicher Seeweg zugeteilt.
Zusammen mit dem Piloten Michail Wodopjanow führte Akkuratow 1936 den Polarflug zur Rudolf-Insel im Archipel Franz-Josef-Land durch. 1937 war er mit der Tupolew TB-3 Awiaarktika an dem Absetzen und Einrichten der von Iwan Papanin geleiteten ersten sowjetischen Polarstation Nordpol-1 auf einer Treibeisscholle beteiligt. Als bei Sigismund Lewanewskis Transpolarflug das Flugzeug am 13. August 1937 über dem Nordpol verschwand, nahm Akkuratow an der Suche teil.
Akkuratow war am Sowjetisch-Finnischen Winterkrieg 1939/1940 beteiligt.
Mit dem Piloten Iwan Tscherewitschny erreichte Akkuratow mit der Awiaarktika im März 1941 den Nordpol der Unzugänglichkeit (84° 3′ N, 174° 51′ W). Das Flugzeug war für die strategische Eisaufklärung ausgerüstet, und es flogen Wissenschaftler des Leningrader Arktis-Instituts mit. Vom 2. März bis zum 23. April 1941 flog die Awiaarktika dreimal von der Wrangelinsel zum Nordpol der Unzugänglichkeit mit Landung auf dem Eis. Insgesamt verbrachte die Expedition 15 Tage auf dem Treibeis.
Im Deutsch-Sowjetischen Krieg war Akkuratow von Oktober 1941 bis Januar 1943 Navigator der Moskauer Sonderfluggruppe. Er war an der Evakuierung der sowjetischen Regierung aus Moskau nach Kuibyschew im Herbst 1941, an Flügen in das blockierte Leningrad und an der Eisaufklärung im Polargebiet beteiligt. Er machte 80 Kampfeinsätze mit der Lissunow Li-2 und 26 Kampfeinsätze mit der Consolidated PBY mit. Von Januar 1943 bis Mai 1945 gehörte er zur 45. Gomel-Fernbomber-Division und machte mit der Petljakow Pe-8 mehr als 102 Kampfeinsätze mit. Den Krieg schloss er als Major mit über 208 Kampfeinsätzen ab.
Im Oktober 1941 führte Akkuratow mit dem Piloten Michail Titlow und dem Eisaufklärer Michail Somow den Nonstopflug vom Kap Tscheljuskin über den Nordpol zu den Neusibirischen Inseln durch. Das Expeditionsziel war die Eisfernaufklärung und die Erprobung der Navigationsausrüstung des Flugzeugs während des Übergangs vom Polartag zur Polarnacht. Die 4500-km-Strecke wurde in 15,5 Stunden bewältigt. Er beteiligte sich dann an vielen weiteren Polarexpeditionen.
Akkuratow war auch schriftstellerisch tätig und verarbeitete seine vielfältigen Erlebnisse und Erfahrungen in vielen Aufsätzen und Büchern.
Akkuratow war mit der Ballettmeisterin Natalja Konjus (Tochter des Komponisten Georgi Konjus) verheiratet.

## Ehrungen
- Orden des Roten Sterns (1937, 1946)
- Medaille „Für Verdienste im Kampf“ (1940)
- Rotbannerorden (1943, 1944)
- Leninorden (1944, 1952)
- Medaille „Für die Verteidigung Moskaus“
- Medaille „Sieg über Deutschland“
- Medaille „Für die Verteidigung des sowjetischen Polargebietes“
- Orden des Roten Banners der Arbeit (November 1949, Dezember 1949, 1954, 1955)
- Verdienter Navigator der UdSSR (1967)[2]
- Orden des Vaterländischen Krieges I. Klasse (1985)[4]